# Angel Perkins
Angel Perkins, född den 5 oktober 1984 i Kalifornien, är en amerikansk friidrottare som tävlar i kortdistanslöpning.
Perkins första internationella mästerskapsstart var inomhus-VM 2008 i Valencia där hon ingick i stafettlaget över 4 x 400 meter som slutade på en bronsplats efter Ryssland och Vitryssland.